# Angela Titzrath

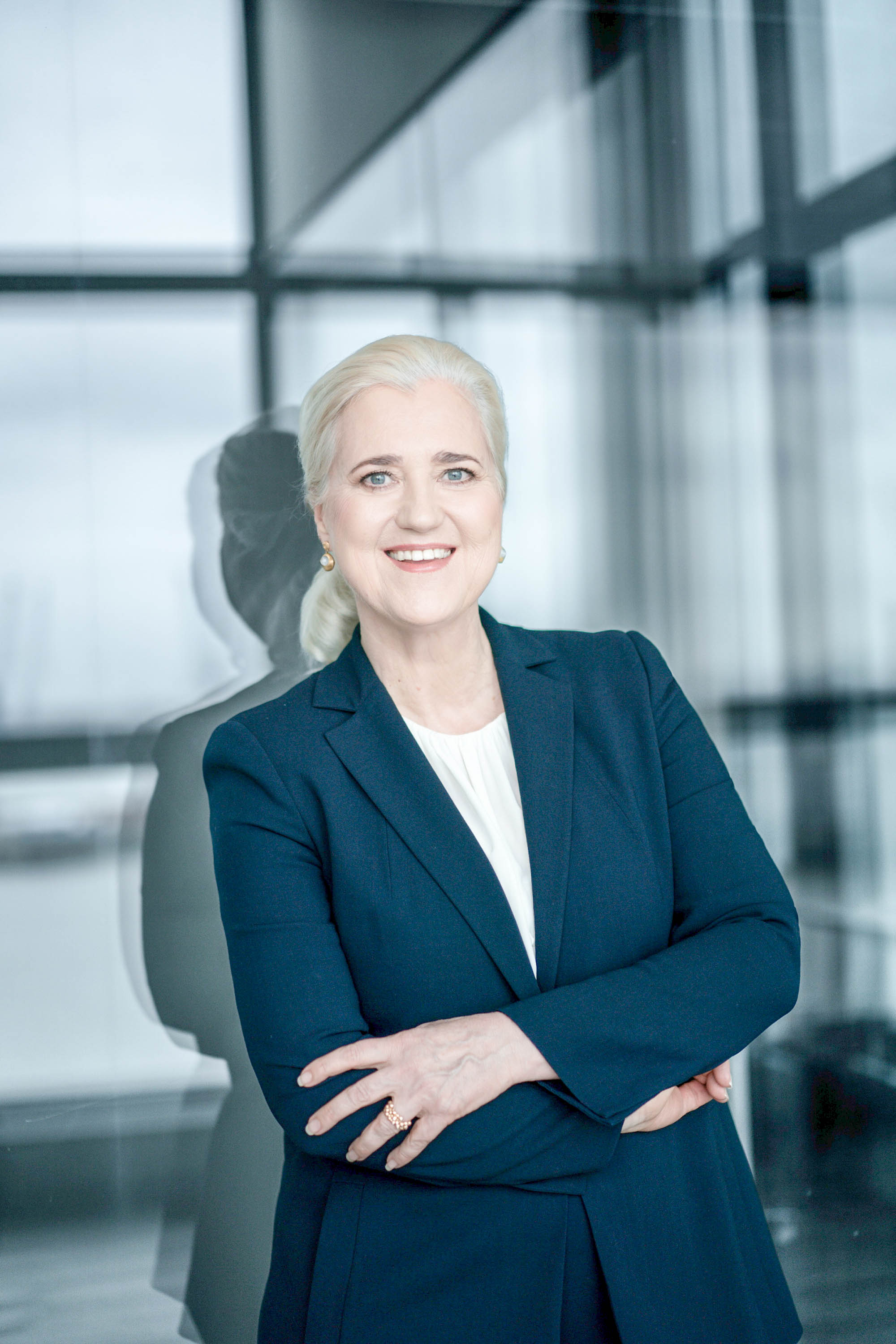
Angela Titzrath (2024)

Angela Titzrath (* 30. April 1966 in Essen) ist eine deutsche Managerin. Seit dem 1. Januar 2017 ist sie Vorstandsvorsitzende des europäischen Logistikkonzerns Hamburger Hafen und Logistik AG (HHLA).

## Leben
Sie hat an der Ruhr-Universität Bochum Wirtschaftswissenschaften und romanische Philologie studiert und spricht fünf Fremdsprachen (Englisch, Italienisch, Spanisch, Portugiesisch und Französisch).
Von 1991 bis 2012 war sie in verschiedenen Top-Managementfunktionen im Daimler-Konzern, unter anderem als Vorstand Vertrieb, Geschäftsbereich Busse beschäftigt. Auslandserfahrung erwarb Titzrath als Geschäftsführerin von Mercedes-Benz Credit of Canada und als Mitglied der nordamerikanischen Geschäftsführung von Daimler-Benz AG InterServices, debis AG sowie von 2002 bis 2005 als kaufmännische Leiterin des Mercedes-Benz-Werks in Vitoria/Spanien. Nach ihrer Zeit im Daimler-Konzern war Titzrath im Vorstand der  Deutschen Post (DHL) und anschließend als Aufsichtsrätin für verschiedene Unternehmen und Organisationen aktiv. 
Während ihrer Amtszeit als Vorstandsvorsitzende der HHLA trieb Titzrath die strategische Weiterentwicklung des Konzerns maßgeblich voran. Dazu zählen unter anderem der Ausbau der Terminalstandorte an der Ostsee und der Adria mit der Übernahme des Seehafenterminals im estnischen Tallinn (2018) sowie des Terminals in Triest, Italien (2020). Zudem wurde die Beteiligung an der Intermodaltochter METRANS von 25 auf 100 Prozent erhöht. In den vergangenen fünf Jahren wurden unter ihrer Führung über eine Milliarde Euro in den Teilkonzern Hafenlogistik investiert, etwa die Hälfte davon in den Hamburger Hafen.
Titzraths zum 30. September 2024 auslaufender Vertrag als Vorstandsvorsitzende der HHLA wurde um fünf Jahre bis zum 1. Oktober 2029 verlängert. 2023 geriet sie in Kritik wegen der sinkenden Bedeutung des Hamburger Hafens. Im Juni 2025 wurde bekannt, dass Titzrath „im gegenseitigen besten Einvernehmen“ ihren Posten Vorstandsvorsitzende der HHLA bis spätestens 31. Dezember 2025 räumen wird.

## Weitere Mitgliedschaften
Seit 2022 steht Angela Titzrath dem Zentralverband der deutschen Seehafenbetriebe (ZDS) als Präsidentin vor. Sie ist darüber hinaus stellvertretende Vorstandsvorsitzende des Industrieverbands Hamburg (IHV) sowie stellvertretende Vorsitzende des Kuratoriums der Stiftung H2Global.

## Auszeichnungen
- 2019 erhielt sie die Auszeichnung „Logistics Leader of the Year 2019“ als Veränderungsmacherin, die mit innovativen Zukunftstechnologien die Digitalisierung des Hamburger Hafens nachhaltig voran treibt.
- 2020 wurde ihr der Mestemacher-Preis Managerin des Jahres verliehen.[15]